# Populacja stacjonarna
Populacja stacjonarna – populacja z zerowym przyrostem naturalnym, czyli taka, w której wskaźnik urodzeń jest równy wskaźnikowi umieralności. W długim okresie populacja osiąga stan stacjonarny, w przeciwnym razie następuje wyginięcie, populacja też nie może rozrastać się w nieskończoność.